# Ouilly-le-Vicomte
Ouilly-le-Vicomte é uma comuna francesa na região administrativa da Normandia, no departamento Calvados. Estende-se por uma área de 7,71 km². Em 2010 a comuna tinha 816 habitantes (densidade: 105,8 hab./km²).